# ليونارد شتاين
ليونارد شتاين (بالإنجليزية: Leonard Jacques Stein)‏ هو كاتب ومحام بالقضاء العالي وسياسي بريطاني (وحمل سابقاً جنسية المملكة المتحدة لبريطانيا العظمى وأيرلندا)، ولد في 12 ديسمبر 1887، وتوفي في 23 أبريل 1973. حزبياً، نشط في الحزب الليبرالي.